# Bola
En bola (fra spansk: bola (bold); også omtalt ved flertalsformen bolas og som boleadoras) er et kastevåben, der består af 3 reb, ca. 1 meter lange, der er bundet sammen i den ene ende og i den anden ende er udstyret med sten indsyet i skindposer. Bolaer anvendes til at fange dyr ved at vikle sig om deres ben. De er primært blevet brugt af Sydamerikas oprindelige folk og de argentinske cowboys, gauchoerne.
| Jagt | Spire Denne artikel om jagt er en spire som bør udbygges. Du er velkommen til at hjælpe Wikipedia ved at udvide den. |

| Våben | Spire Denne artikel om våben er en spire som bør udbygges. Du er velkommen til at hjælpe Wikipedia ved at udvide den. |